# Luis Gregorio López
Luís Gregorio López (ur. 14 marca 1979) – wenezuelski judoka. Olimpijczyk z Sydney 2000, gdzie odpadł w eliminacjach w wadze półciężkiej.
Uczestnik mistrzostw świata w 1999 i 2001. Startował w Pucharze Świata w 2000. Brązowy medalista igrzysk Ameryki Środkowej i Karaibów w 1998, a także mistrzostw Ameryki Południowej w 1999 i 2000 roku.

## Letnie Igrzyska Olimpijskie 2000
| Konkurencja | Eliminacje            | Klas. końcowa |
| Konkurencja | Przeciwnik I          | Miejsce       |
| ----------- | --------------------- | ------------- |
| 100 kg      | Daniel Gowing (NZL) P | 1 runda       |